# Inga i Anuš Aršakjan
Inga i Anuš Aršakjan (armenski: Ինգա եւ Անուշ Արշակյաններ), poznate kao sestre Aršakjan su dvije armenske folk pjevačice i tekstopisci. Predstavljale su Armeniju na Euroviziji 2009. Prošle su u finale gdje su završile 10.

## Biografije

### Rani život
'Anuš Aršakjan' se je rodila 24. prosinca 1980. u Erevanu. Završila je glazbenu školu S. Aslamazyana. 1994. je osvojila prvo mjesto na natjecanju "Glasovi Sonorana" u Omsku. U tom razdoblju je postala poznata kao kompozitor i tekstopisac. Kasnije su njene pjesme imale veliki uspjeh. 1997. je upisala glazbeni koledž A. Babajanyana. 1999. je debitirala kao solist zajedno s Armenskom državnom filharmonijom. 2001. je završila glazbeni koledž. Od 2001. do 2005. je pohađala Erevanski glazbeni konzervatorij, razred jazz-vokal.
 'Inga Aršakjan' se je rodila 18. ožujka 1982. u Erevanu. Također je završila glazbenu školu S. Aslamazyana i glazbeni koledž A. Babajanyana, razred violina. 1997. dok je studirala je bila violinistica G. Achemyan. 1998. pridružila se sestri, te su zajedno počele raditi. Od 2002. do 2005. je pohađala Erevanski glazbeni konzervatorij.

## Karijera
2000. su počele zajedno pjevati. Pjesme su pisali A. Grigoryan i Anuš. Pjevale su u mnogim armenskim gradovima, te su bile popularne. U rujnu 2002. su započele prvu turneju s kazalištem, te su otputovale u SAD. Nakon koncerta u Los Angelesu, dobile su poziv da održe koncert samostalno.
2002.su bile nominirane na natjecanju "Zlatna lira". U veljači 2003. su održale solo koncert "Seasons of Life" koji je pripremio producent A. Grigoryan. U ožujku 2003. su izdale prvi album "Menk Enk Ays Sarere". Zatim su dobile pozivnice za koncerte u New Yorku, Torontu, Argentini i Parizu. U studenom su konačno napustile kazalište i počele samostalno raditi.
2004. su izdale narodnu pjesmu "Tamzara", te pobijedile na natjecanju "Zlatna lira". Video za pjesmu je objavljen 2005. 2006. su izdale drugi album koji se zove "Tamzara".

### Eurovizija 2009.
14. veljače 2009. su izabrane da predstavljaju Armeniju na Euroviziji s pjesmom "Jan Jan". U polufinalu 12. svibnja su završile 5. s 99 bodova, te su prošle u finale. U finalu su završile 10. s 92. boda.

## Diskografija

### Albumi
- 2003.:"Menk Enk Ays Sarere"
- 2006.:"Tamzara"

### Singlovi
- 2009.:"Jan Jan"